# Yacimiento de Valdepatao
El yacimiento de Valdepatao o cuevas de Valdepatao es un yacimiento arqueológico que corresponde a un poblado de la Edad del Bronce, ubicado en el término de Candasnos.

## Ubicación
El yacimiento se encuentra en un espolón rocoso sobre el barranco homónimo y desde el cual se puede observar la llanura de Candasnos y a su vez se encuentra a escasos kilómetros de otros yacimientos del término como Valdeladrones, Cabeza La Vieja y el Tosal de los Regallos.

## Descripción
El poblado tiene forma ovalada, teniendo veintiocho metros de longitud el muro que cierra el poblado y veintinueve y medio el eje perpendicular de la misma, al igual que contaba con un pequeño foso. El espacio habitacional está compuesto por siete u ocho habitaciones organizadas alrededor de una calle central que solamente tenía un espacio de entrada por el oeste, estando cerrado por la muralla de la que en el 1985, momento de la excavación inicial, conservaba 1,50m de altura.

## Hallazgos
El principal hallazgo del yacimiento fue un molde bivalvo de un hacha de bronce, realizado en arenisca blanca, aunque solamente conservan las partes que habrían estado en contacto con el metal fundido y que se habría usado para fabricar hachas de rebordes de filo estrecho y poco arqueado.

Además del molde se obtuvieron muestras de cerámica tras un sondeo superficial en el que encontraron la predominancia de terminación redonda en los bordes, al igual que acabados rugosos producto de su producción manual, aunque también obtuvieron piezas que probablemente correspondían a grandes vasos en donde se aplicó una decoración plástica de cordones, mientras que en otros tres fragmentos se observaron marcas de espatulado y un arranque de asa.

Ambas piezas del molde encontrado en el yacimiento
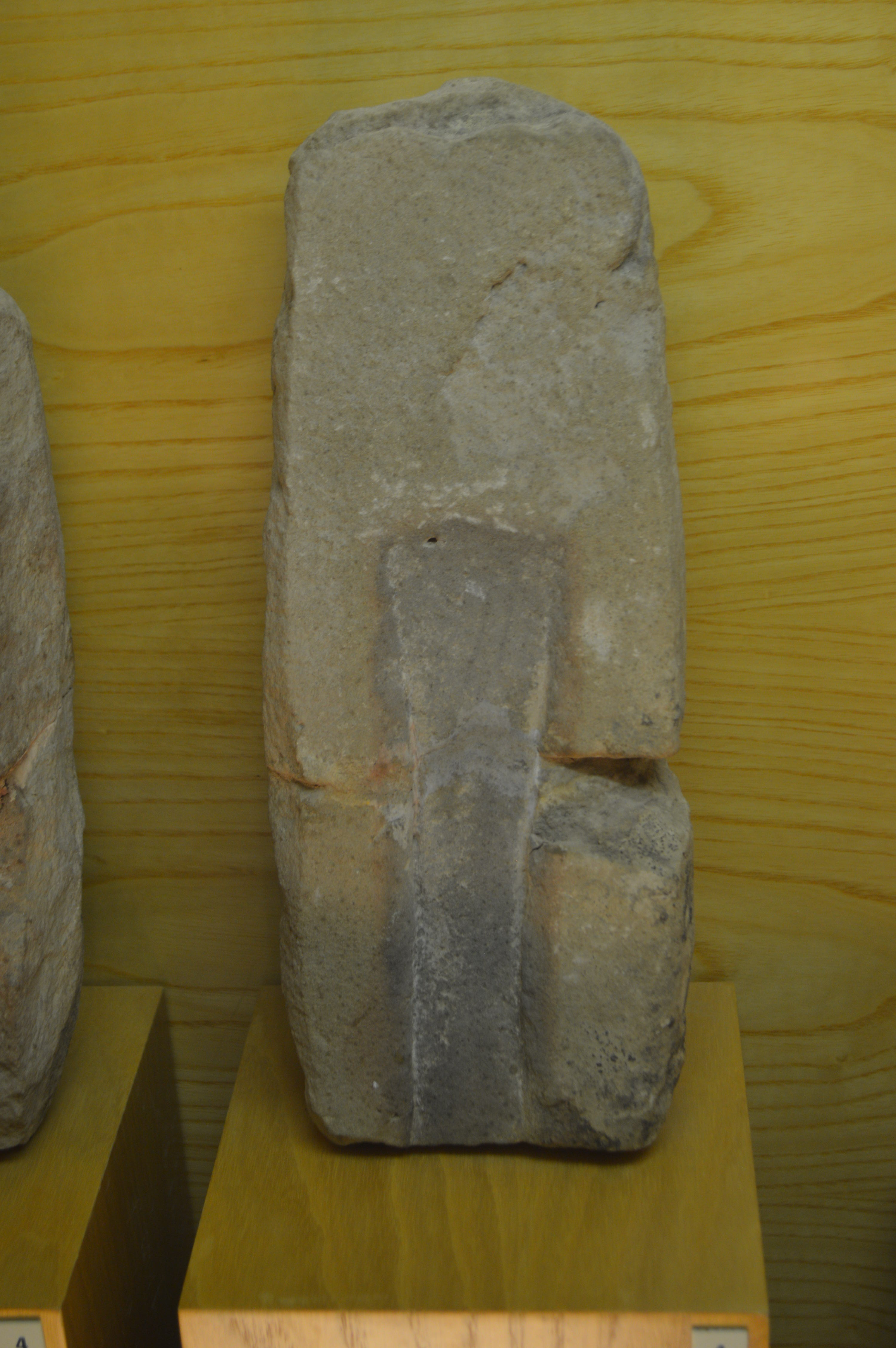
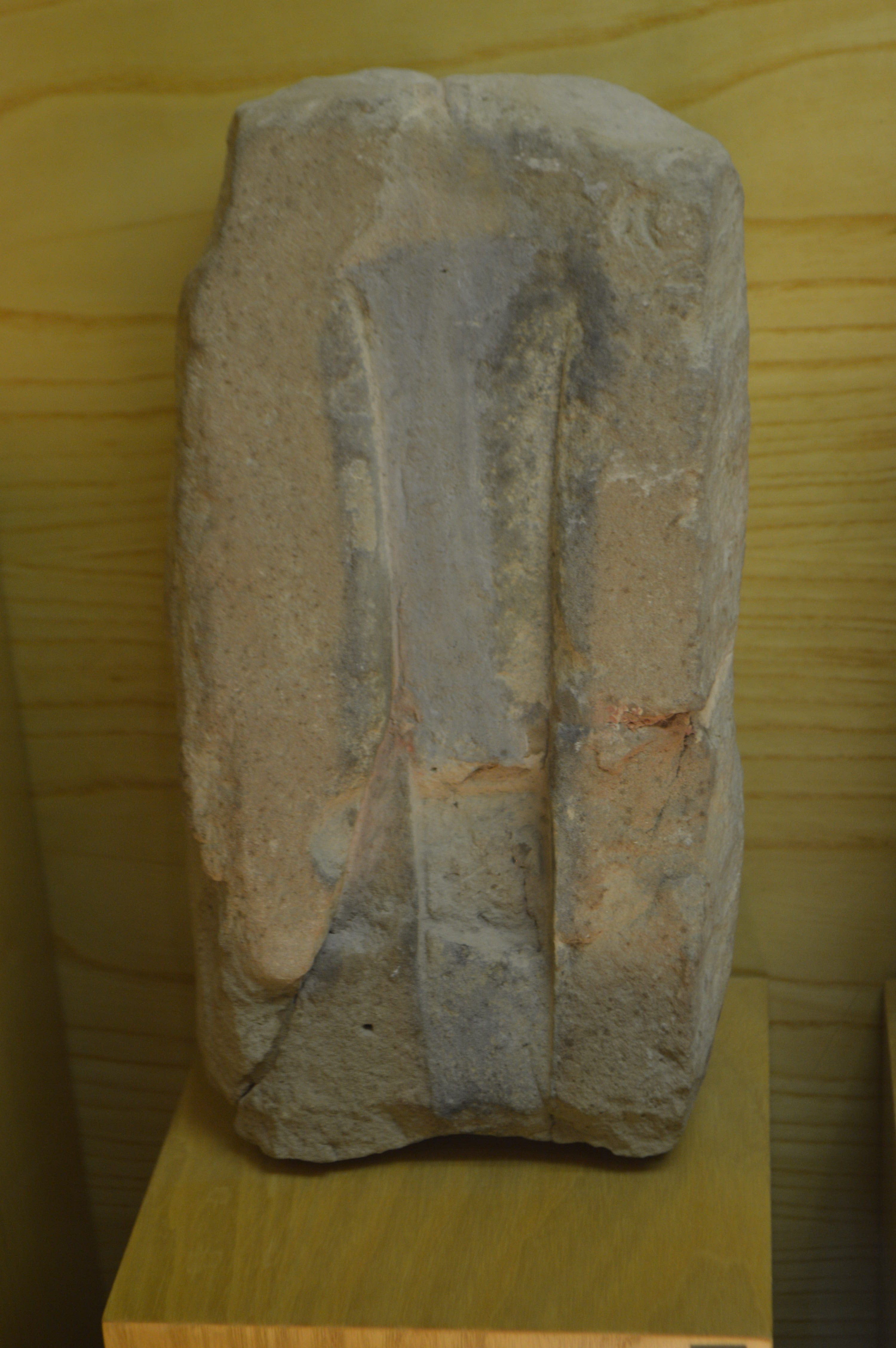